# کوبیاک
کوبیاک (انگلیسی: Kubyak) یک شهرک در شهرستان بوزدیاکسکی باشقیرستان کشور روسیه است.